# Blockhaus du Laitelet
Le blockhaus du Laitelet, ou blockhaus de l'Aitelet ou fort Perregaux, est un ouvrage fortifié alpin, situé 4 km à l'est de la commune de Venthon, se situant à 1 361 mètres d'altitude, dans le département de la Savoie.

## Mission
Le blockhaus du Laitelet est un des éléments composant la place forte d'Albertville, chargée de la fin du XIXe siècle jusqu'au début du XXe siècle, en cas de conflit entre le royaume d'Italie et la République française, de défendre l'accès à la combe de Savoie.
Placé à 1 362 mètres d'altitude à l'est d'Albertville sur les pentes de la Roche-Pourrie (qui culmine à 2 037 m), le blockhaus a pour raison d'être de protéger le fort du Mont qui se trouve un peu plus bas au sud-ouest (à 1 130 m). Un second ouvrage, le blockhaus des Têtes se trouve plus à l'est (1 673 m d'altitude ; 45° 40′ 38″ N, 6° 26′ 47″ E). L'ouvrage du Laitelet surveille les sentiers venant de la vallée du Doron (Beaufortain), tandis que celui des Têtes surveille les sentiers venant de la vallée de l'Isère (Tarentaise).

## Description

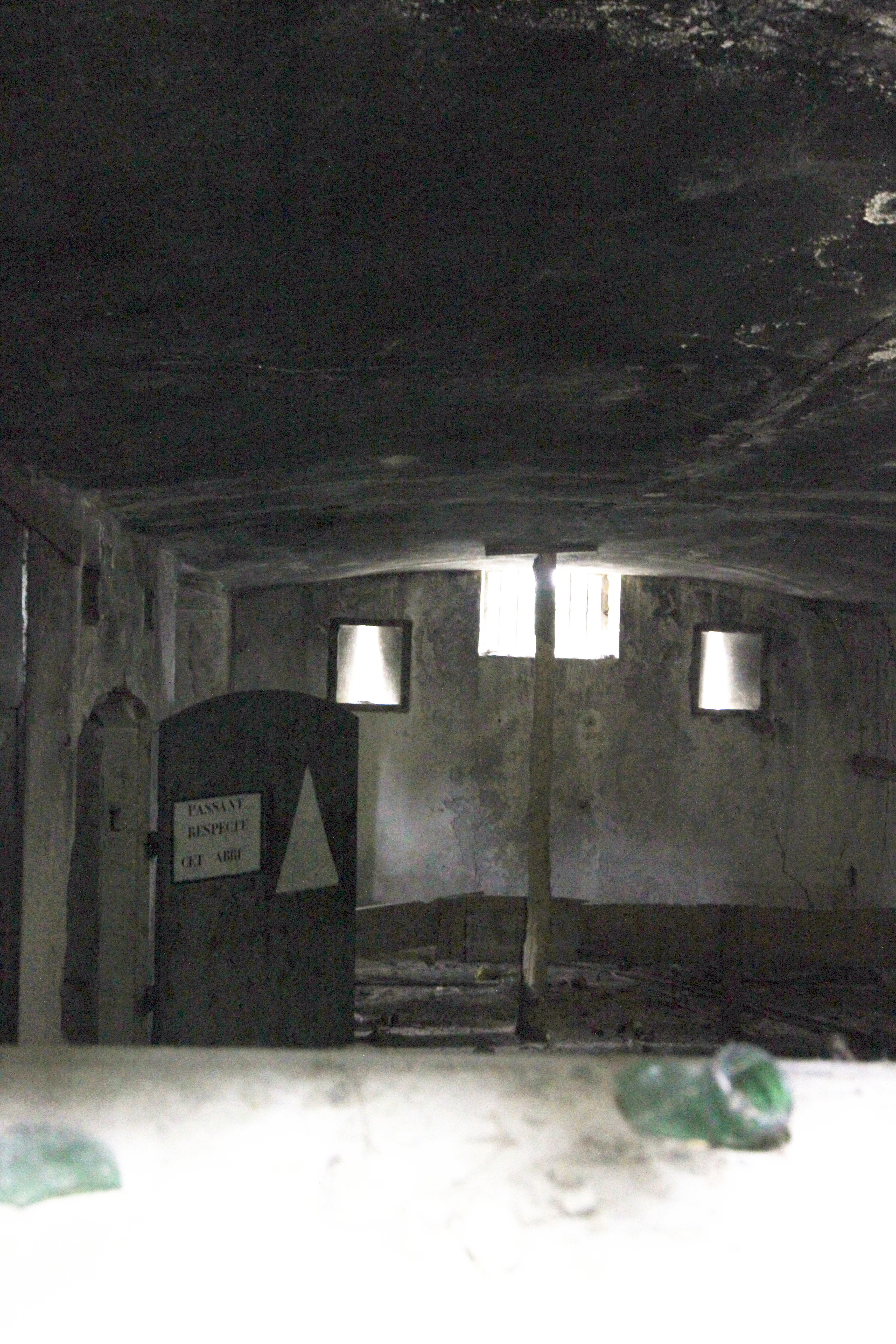
L'intérieur du blockhaus.

L'ouvrage est composé d'un seul bâtiment : une tour en maçonnerie de plan carré, avec trois étages percés de meurtrières en forme d'archères. Chaque face a une bretèche (chacune avec un créneau de face et un second de pied), la porte un pont-levis (en retrait, pour éviter que le ha-ha soit comblé avec la neige).
La garnison prévue était d'un officier et 33 hommes. Le blockhaus bénéficie de vues plongeantes sur les débouchés du Beaufortin qu'il domine de 1 000 mètres. L'ouvrage est un blockhaus de 10 x 9 m pour une épaisseur de murs de 50 cm, comportant trois étages. On y entre par une porte s'ouvrant dans la façade sud et protégée par un haha. Le rez-de-chaussée, crénelé de toutes parts, est occupé en son centre par une chambrée de troupe jouxtée de part et d'autre par deux locaux formant culées. C'est au sous-sol de l'un d'eux, dans l'angle sud-est, qu'est installée la citerne (capacité estimée à 5 m3), alimentée par récupération des eaux de pluie. Un escalier tournant accède à l'étage, escalier sous lequel se trouvent deux WC desquels part un conduit d’aération chicané pour l'évacuation des odeurs. Le premier étage est identique, à la différence près qu'il n'y a pas de haha, ni de citerne, et aucun WC. Le deuxième étage, accessible par une trappe, constitue l'ancienne terrasse à ciel ouvert. Aux créneaux de fusillade verticaux s'ajoutent quatre bretèches placées au centre de chacune des façades, battant ainsi le pied de l'ouvrage. Le sol est étanchéifié grâce à une couche de goudron, il accuse une pente conduisant l'eau vers les deux récupérateurs alimentant la citerne.
L'ouvrage est aujourd'hui mis à l'abri des intempéries par une toiture légère. Conservé et entretenu jusqu'en 1940, il ne combattra jamais. Abandonné après guerre, il est restauré dans les années 1970 afin de servir de refuge pour les randonneurs, à l'instar du blockhaus des Têtes. Comme ce dernier, le blockhaus du Laitelet présente de nombreuses fissures dans ses façades, fissures bardées de témoins. Hélas, les fissures tendent à s'agrandir d'année en année, à tel point que l'on peut redouter que le blockhaus ne s'ouvre comme une huître, malgré le renfort de tirants métalliques. Aujourd'hui, sa porte est murée et seuls les extérieurs sont en accès libre.

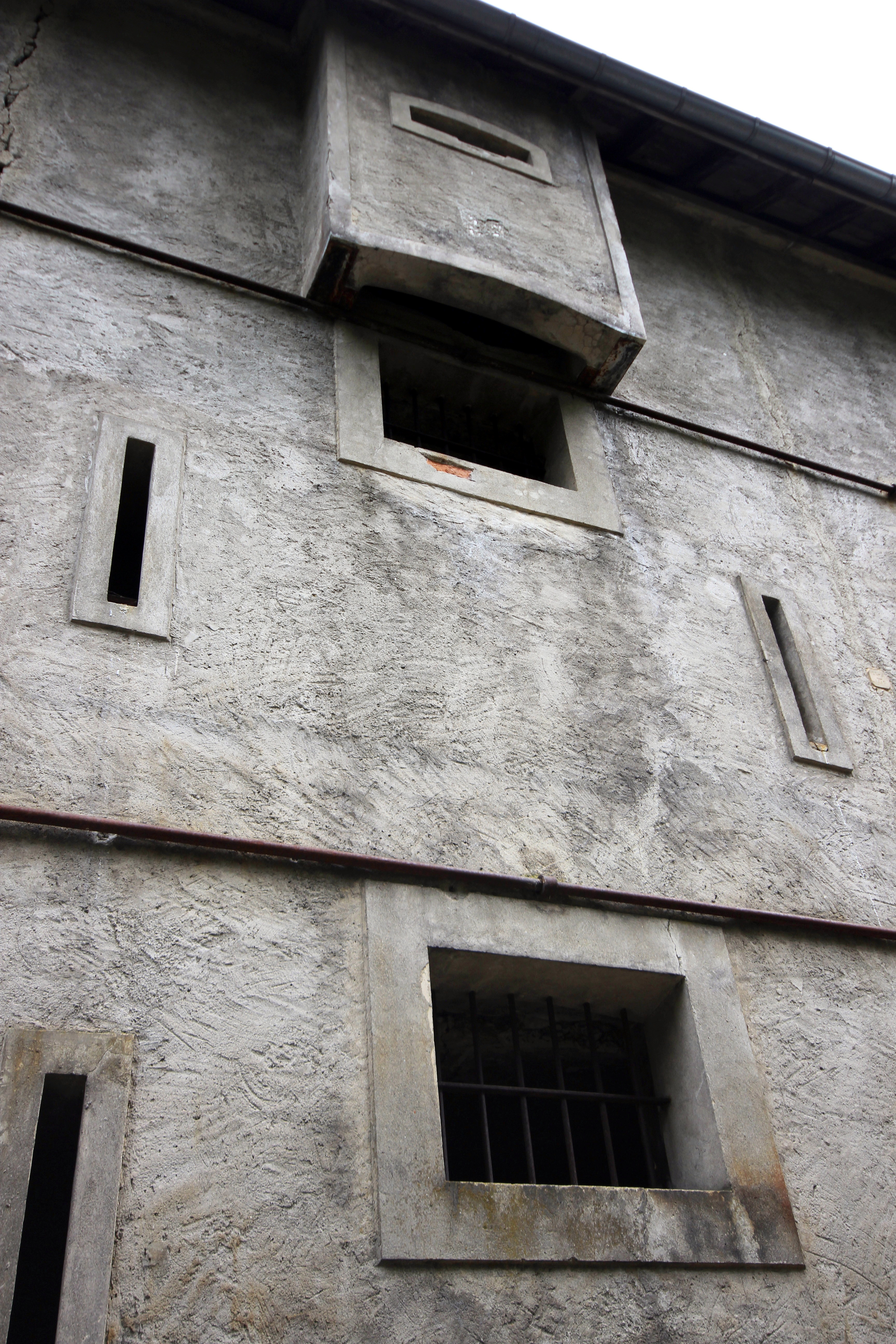
Détail de la façade du blockhaus.

Des mouvements de terrain ont fissuré ses murs, d'où le renforcement en 1902 avec deux fines ceintures métalliques. Devenu dangereux pour les promeneurs, le blockhaus a été muré en 1977.

Témoins datés des fissures des maçonnerie du blockhaus
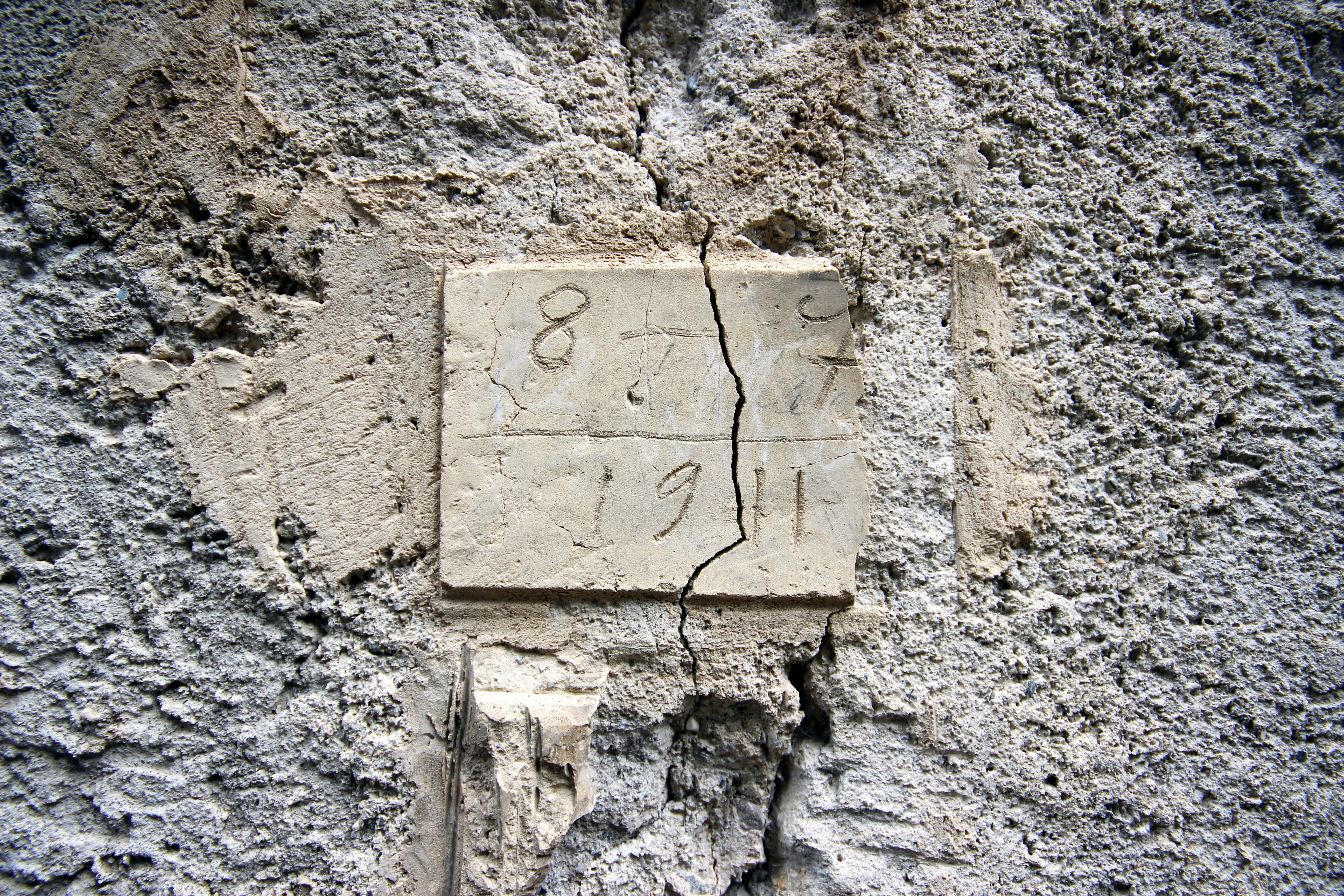
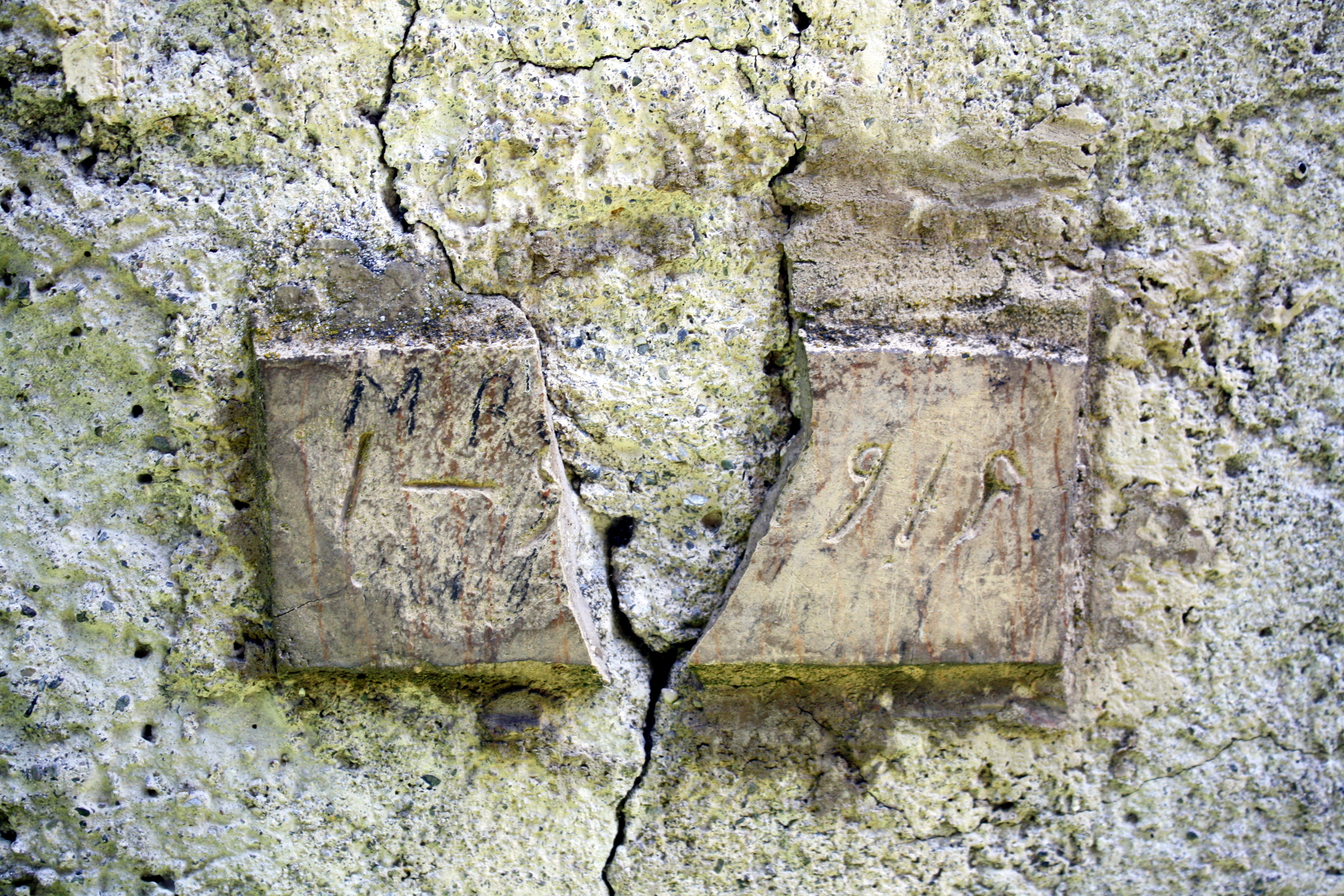
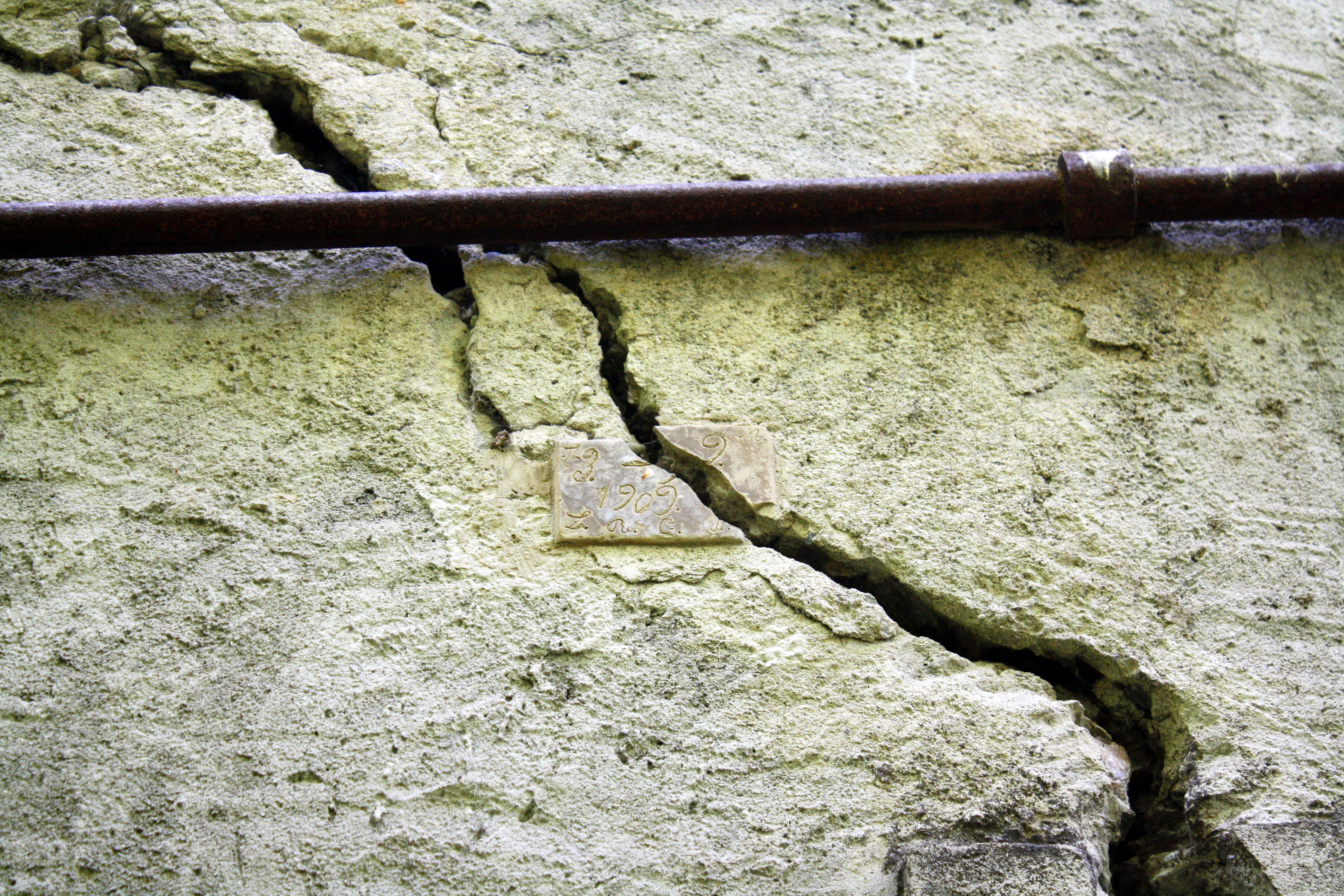
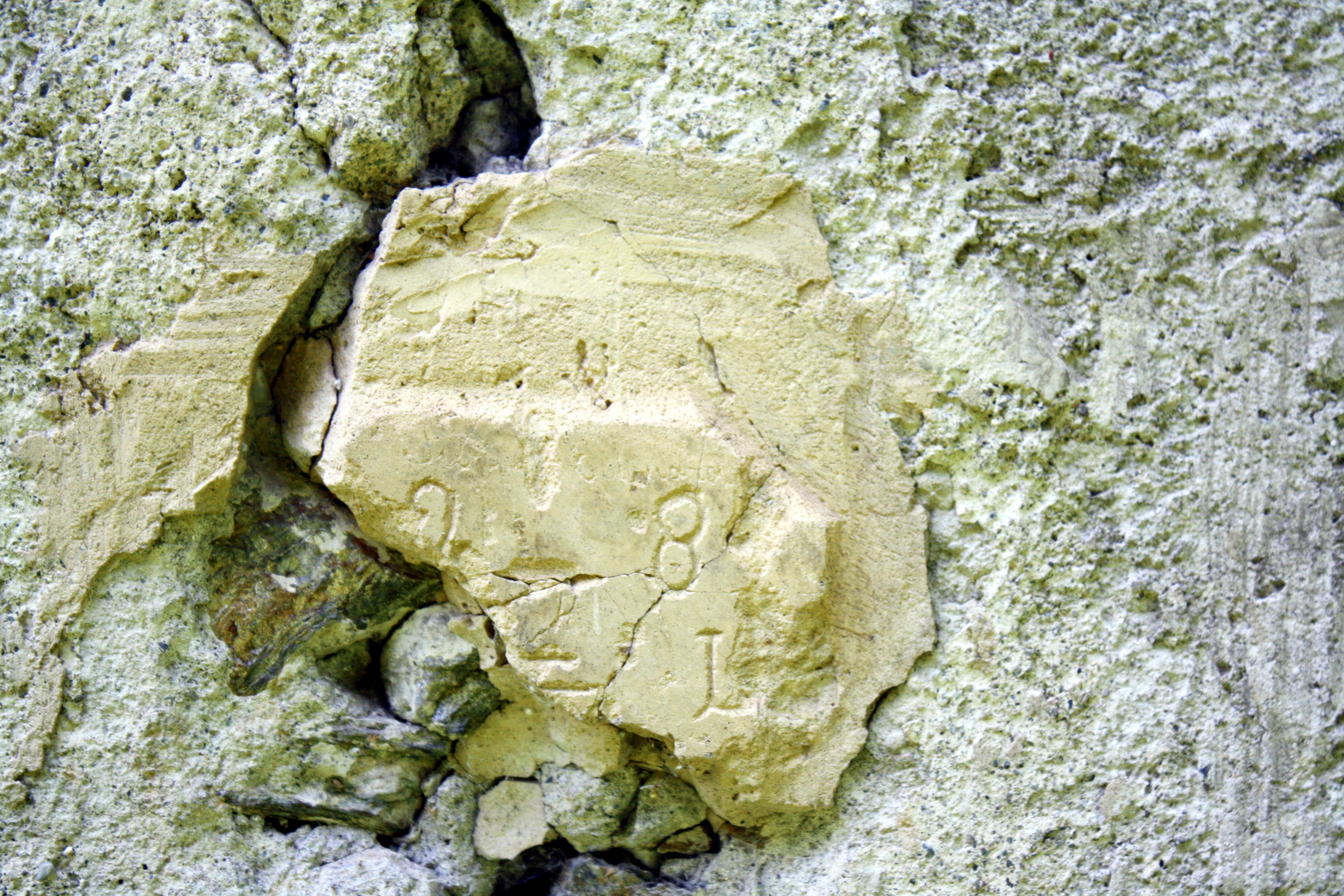
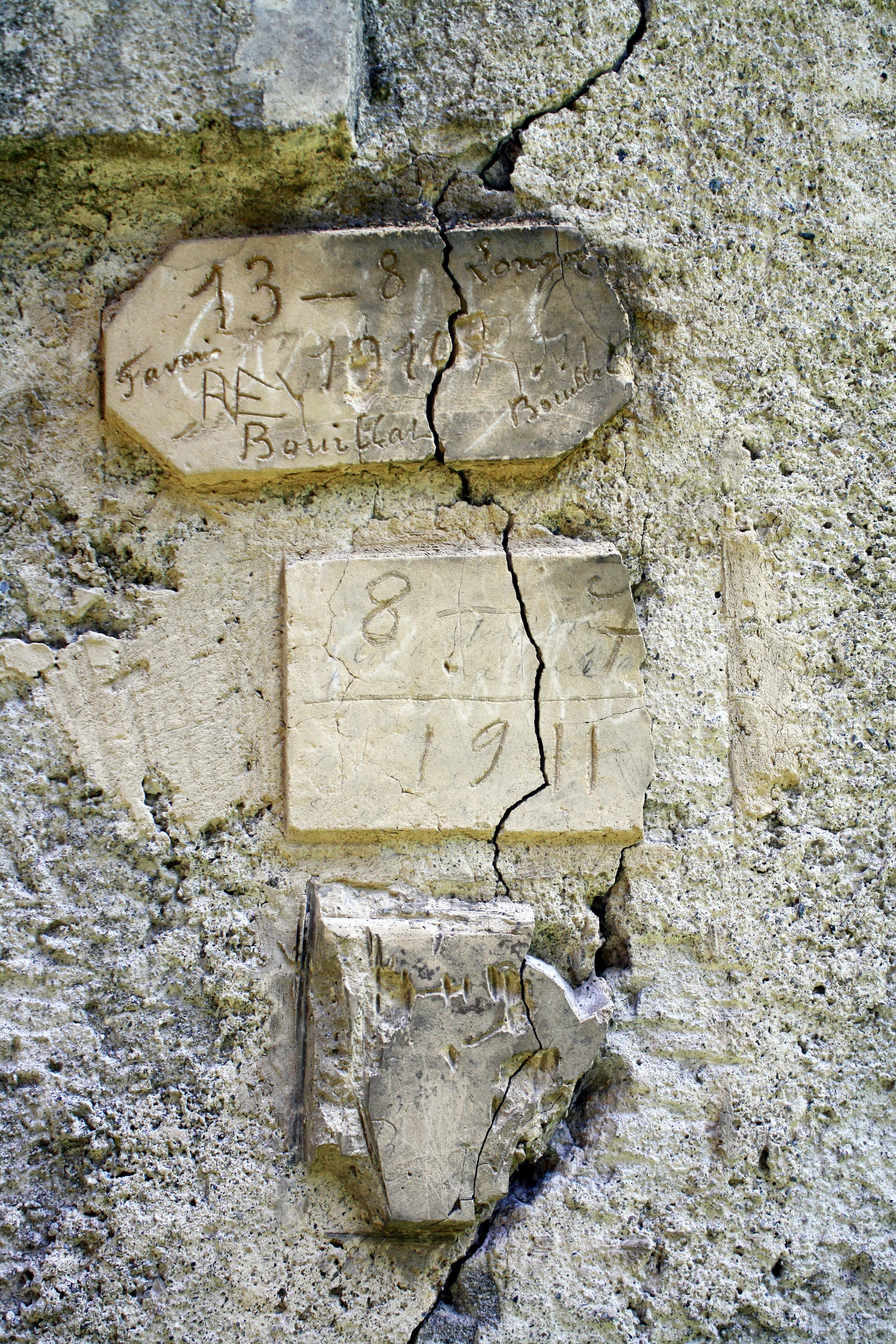